# Velká zelená zeď (Čína)

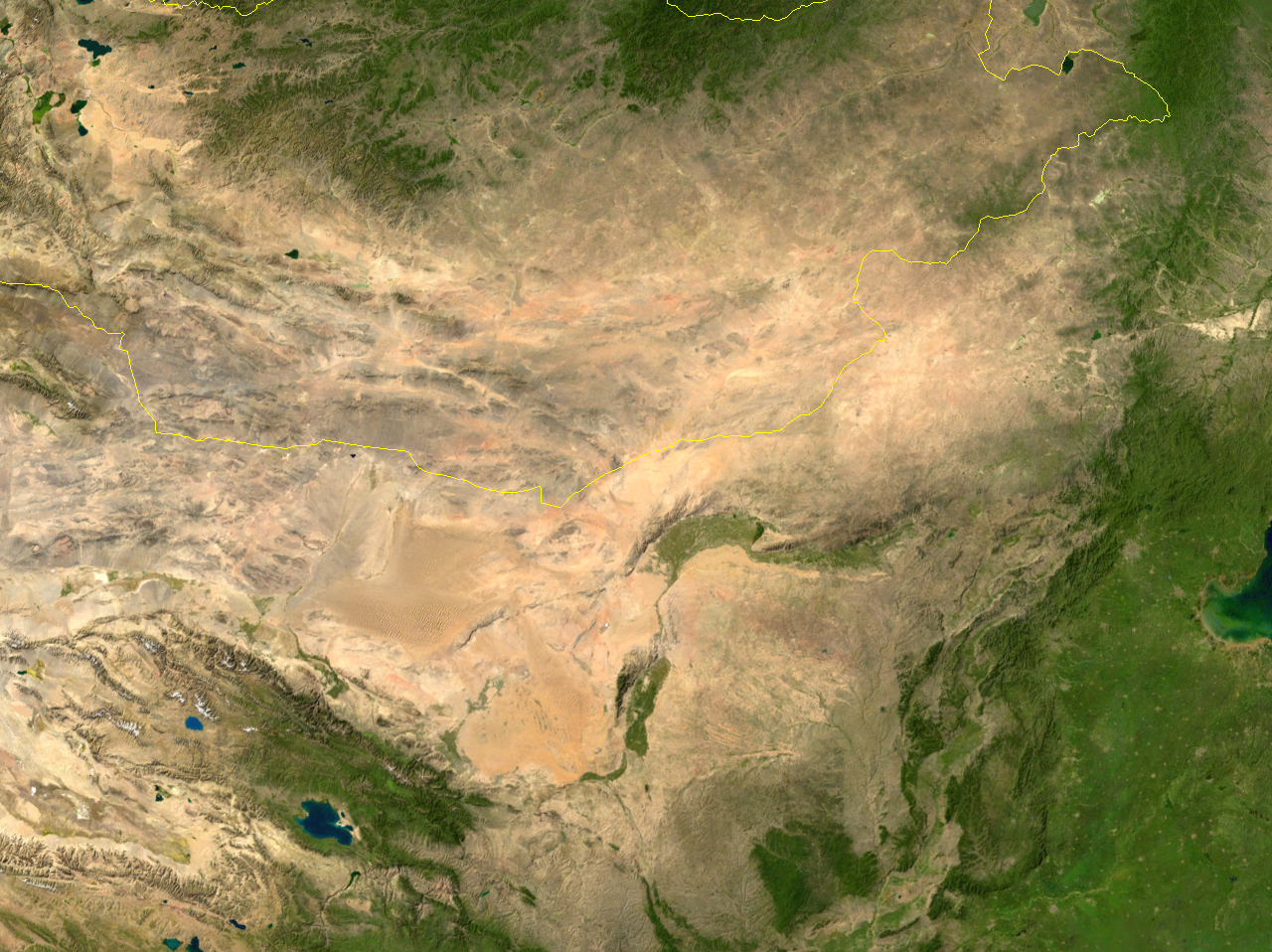
Poušť Gobi

Velká zelená zeď (čínsky v českém přepisu San-pej fang-chu-lin, pchin-jinem Sānběi Fánghùlín, znaky zjednodušené 三北防护林) je zalesňovací projekt na území Čínské lidové republiky (ČLR) mající za cíl pozastavit rozšiřování pouště Gobi jižním a jihovýchodním směrem. Projekt byl zahájen roku 1978 a dle plánu by měl být ukončen roku 2050. Pásy lesů by měly obepínat celou oblast Vnitřního Mongolska, což v konečných číslech činí zhruba 300 000 km² zalesněné plochy. Ročně v Číně ubude 4000 km² zemědělské plochy (pro porovnání, rozloha Zlínského kraje je 3964 km²). I přes velikost ČLR má tato ztráta dramatický dopad na čínskou ekonomickou situaci. S dezertifikací jsou spojovány i písečné bouře, které každoročně sužují hustě obydlené oblasti provincií Šan-si a Che-pej spolu s centrálně spravovanými městy na úrovni provincií Pekingem a Tchien-ťinem.

## Příčiny dezertifikace
Půda je na mnoha místech Severní Číny přetěžována nadměrným zemědělstvím, odlesňováním a pastevectvím. Následkem posledních dvou zmíněných je pak úbytek porostu a s tím spojená eroze půd. Další příčinou dezertifikace je i narůstající odběr vody z řek pro průmysl. Dramatickým snížením vodního toku trpí např. Žlutá řeka, která je sužována nadměrným odběrem vody na zavlažování a pro průmysl v městě Pao-tchou. Následkem je fakt, že v posledních letech Žlutá řeka na svém spodním toku přes léto vysychá.
Kvůli sílícímu průmyslu stoupla na konci druhé světové války i poptávka po palivovém dřevě pro Peking a okolí, což vedlo k vykácení přírodní hradby, do té doby chránící Peking před písečnými bouřemi.

## Problematika
Úspěchy projektu jsou jen částečné. Od roku 1978 se podařilo zalesnit 220 000 km² plochy. V některých regionech se šíření pouště zastavilo a dokonce částečně ustoupilo. Mezi lety 2000 a 2004 se poušť ročně zmenšovala o 1200 km². Na druhou stranu existuje i řada záporů projektu. Stále neexistuje úplný zákaz farmaření v postižených regionech a zatímco čínská vláda posílá miliardy yuanů na zalesňovací projekty, o pár kilometrů vedle hospodaří zemědělci, jejichž nadměrné přetěžování půd opět vede k dezertifikacím. Dalším problémem je monokulturnost vysazovaných lesů. Dle některých specialistů by bylo lepší uzavřít postiženou oblast na několik let a nechat přírodu se s přetíženými půdami vyrovnat po svém.